# Antoine Griezmann
Antoine Griezmann (Mâcon, 21 de março de 1991) é um futebolista francês que atua como atacante. Atualmente joga pelo Atlético de Madrid.
Griezmann começou sua carreira na Real Sociedad, fazendo sua estreia em 2009 e ganhando o título da Segunda Divisão Espanhola em sua primeira temporada. Em cinco temporadas, marcou 52 gols em 201 partidas oficiais. Em 2014, se transferiu para o Atlético de Madrid por 30 milhões de euros.
Pelo clube, Griezmann ganhou a Supercopa da Espanha de 2014, a Copa Audi de 2017, a Liga Europa da UEFA de 2017–18, e a Supercopa da UEFA de 2018. O francês ainda conseguiu o feito de estar entre os três finalistas da Bola de Ouro de 2016 e do The Best da FIFA de 2016, ficando em terceiro lugar atrás de Cristiano Ronaldo e Lionel Messi, respectivamente. Em 2024, ele se tornou o maior artilheiro da história do clube espanhol, superando os 173 gols de Luis Aragonés.
Jogando pela Seleção Francesa conquistou o título mundial na Copa do Mundo FIFA de 2018, sendo um dos grandes personagens da campanha francesa. Além disso, disputou a Copa do Mundo FIFA de 2014 e o Campeonato Europeu de Futebol de 2016. O atacante foi o artilheiro mais prolífico do Campeonato Europeu de 2016, marcando seis gols, pelo que ganhou a Chuteira de Ouro da Euro.

## Carreira

### Início
Griezmann nasceu na comuna de Mâcon, no departamento de Saône-et-Loire. O seu pai, Alain, é de uma família alsaciana que se originou de Münster, na Alemanha; daí o sobrenome germânico. A sua mãe, Isabelle, é de ascendência portuguesa. O seu avô materno, o português Amaro Lopes, foi jogador de futebol do F.C. Paços de Ferreira. Lopes foi para França trabalhar na construção civil em 1957, onde Isabelle nasceu; morreu em 1992, quando o neto era um bebê. Quando criança, Griezmann passava muitas vezes as férias em Paços de Ferreira, Portugal.
Griezmann começou sua carreira jogando no clube da sua cidade natal, o UF Mâcon. Lá, ele várias vezes tentou entrar na base de alguns clubes profissionais, mas foi rejeitado porque os clubes questionaram sua baixa estatura e peso leve.
Em 2005, Griezmann jogou um amistoso contra os juniores do Paris Saint-Germain, em Paris, e impressionou vários clubes, principalmente a Real Sociedad, cujos olheiros estavam no campo. Após o jogo, os olheiros do clube ofereceram a Griezmann uma estadia de uma semana em San Sebastián, que ele aceitou. Mais tarde, foi oferecido a Griezmann uma estadia de mais uma semana no clube. O clube contatou seus pais e ofereceu formalmente ao jogador um contrato. Os pais de Griezmann inicialmente estavam relutantes em ter seu filho se mudar para a Espanha, mas permitiram que ele fizesse a transferência após as garantias positivas.

### Real Sociedad

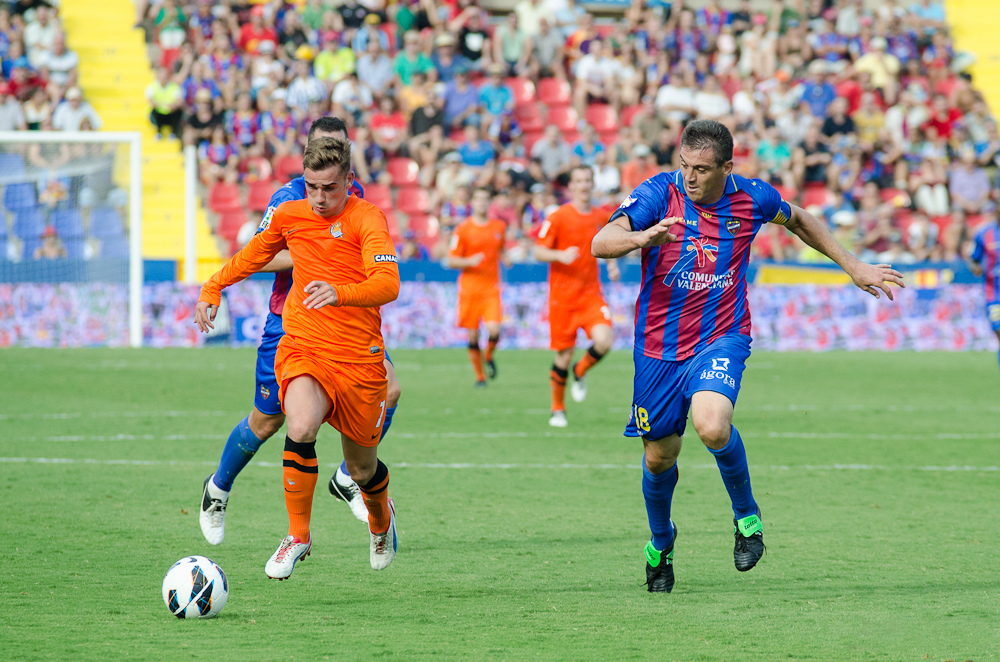
Griezmann atuando contra o em setembro de 2012

Griezmann levou tempo para entrar no time titular da Real Sociedad, mas depois de quatro anos no juvenil do clube, ele estreou, convocado por Martín Lasarte para a pré-temporada de 2009–10. Na pré-temporada, ele marcou cinco gols em quatro partidas. Uma lesão no titular de sua posição na equipe levou a Lasarte a selecioná-lo para o início da temporada.
Estreou pela equipe principal em 2 de setembro de 2009, na derrota por 2–0 para o Rayo Vallecano. Em 27 de setembro de 2009, marcou seu primeiro gol como profissional na vitória por 2–0 sobre o Huesca.
Em 8 de abril de 2010, Griezmann assinou seu primeiro contrato profissional, assinando um acordo de cinco anos com a Real Sociedad até 2015 com uma cláusula de liberação de 30 milhões de euros. Antes de assinar o contrato, ele recebeu ofertas de times como Lyon, Saint-Étienne, Auxerre, Manchester United e Arsenal.
Griezmann fez sua estréia na La Liga, em 29 de agosto de 2010, no primeiro jogo da temporada. Em uma entrevista pós-jogo, ele descreveu a ocasião como "cumprindo um sonho de infância". Marcou seu primeiro gol na temporada na vitória sobre o Deportivo La Coruña por 3–0.
No último jogo da temporada 2012–2013, Griezmann marcou o único gol na vitória sobre o La Coruña, classificando a Real Sociedad para a Liga dos Campeões da UEFA pela primeira vez desde a temporada 2003–2004, enquanto também rebaixou o time galego.
No início da temporada seguinte, Griezmann marcou um gol na vitória contra o Lyon, na França, o que ajudou a Real Sociedad a se classificar para a fase de grupos da Liga dos Campeões.

### Atlético de Madrid

#### 2014–15

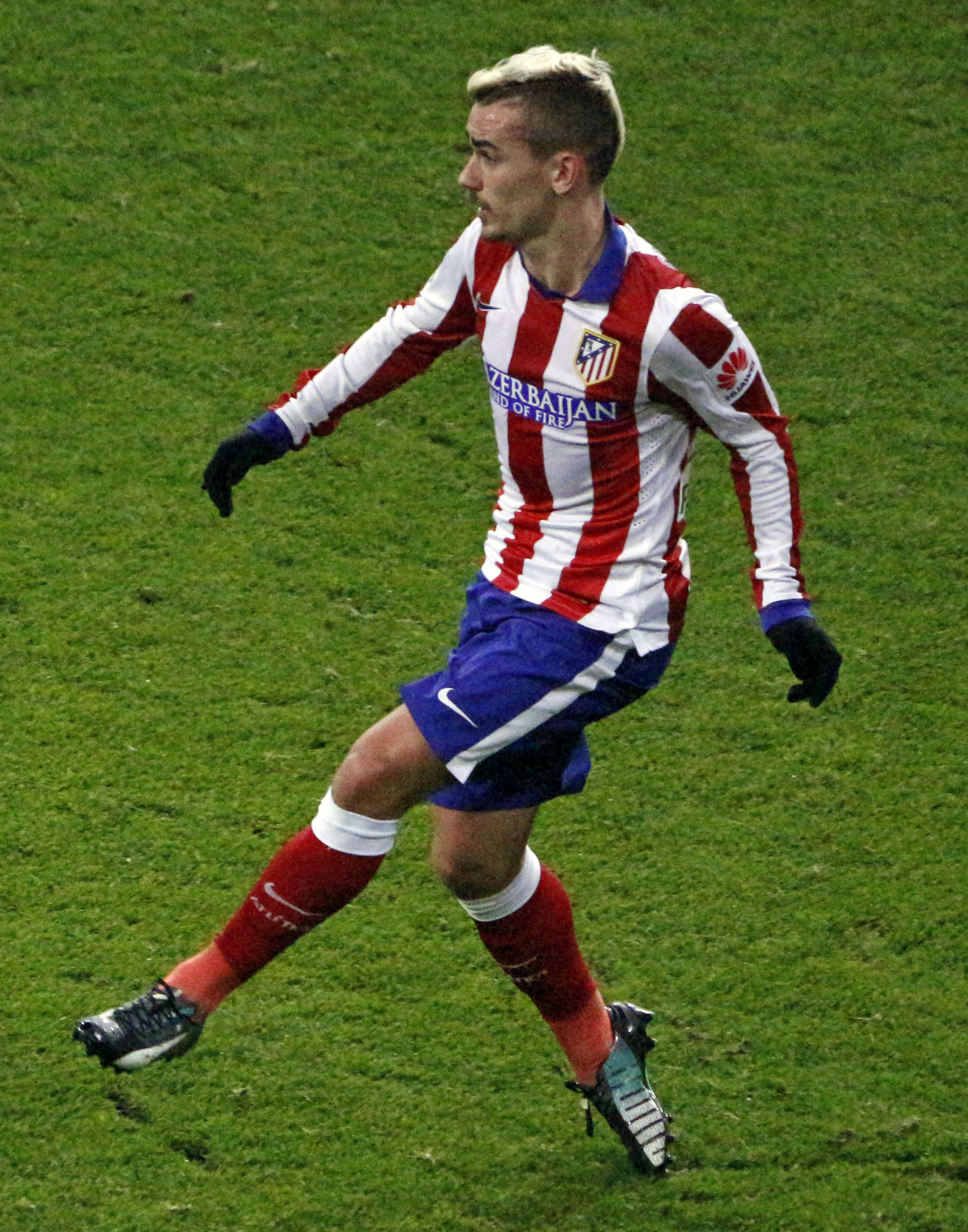
Griezmann jogando no Dérbi de Madrid em 2015

Em 28 de julho de 2014 transferiu-se ao Atlético de Madrid por um valor estimado em 30 milhões de euros. Sua primeira partida oficial com o Atlético foi em 19 de agosto de 2014, na partida de ida da Supercopa da Espanha contra o rival Real Madrid no Santiago Bernabéu. Griezmann não foi titular, mas entrou aos 57 minutos, substituindo Saúl Ñíguez. A partida terminou empatada em 1–1. Na partida de volta jogou como titular e no primeiro minuto de jogo fez um passe de cabeça para o Mandžukić fazer o gol do título da Supercopa.
Em 16 de setembro de 2014, jogou sua primeira partida de Liga dos Campeões com o Atlético de Madrid. No minuto 56 entrou como substituto de Gabi. Sua equipe estava perdendo por 2–1 para o Olympiacos e, apesar de ter marcado um gol aos 86 minutos, o primeiro com a camisa do Atlético de Madrid, não foi suficiente e o jogo terminou com uma derrota por 3–2.
Em 3 de dezembro de 2014, marcou um gol na vitória por 3–0 sobre o L'Hospitalet da terceira divisão espanhola, em partida válida pela Copa do Rei. Marcou seu primeiro hat-trick em 21 de dezembro de 2014, na vitória por 4–1 sobre o Athletic Bilbao pela 16ª rodada da La Liga.
Se destacou na goleada de 4–0 sobre o Real Madrid em 7 de fevereiro, sendo autor de um gol e duas assistências na partida. Fez um gol na partida contra o Barcelona pelas quartas de final da Copa do Rei, na qual sua equipe perdeu por 3–2 no Vicente Calderón e foi eliminada da competição. Em abril fez um gol de meia-bicicleta em partida contra o Deportivo La Coruña, vencida pelo Atlético por 2–1.
Griezmann encerrou sua temporada de estreia no clube já como o terceiro maior goleador da La Liga, com vinte e dois gols marcados e foi selecionado como um dos três atacantes da equipe ideal da La Liga, ao lado de Cristiano Ronaldo e Lionel Messi.

#### 2015–16
Já em sua segunda temporada, Griezmann foi o principal protagonista da campanha do Atlético de Madrid na Liga dos Campeões da UEFA. No clássico contra o Real Madrid, em pleno Santiago Bernabéu pela La Liga, foi o autor do único gol da partida, garantindo a vitória dos colchoneros por 1–0 fora de seus domínios. Na partida de volta das quartas de final da Liga dos Campeões da UEFA, marcou os dois gols que classificaram o Atlético para a semifinal, eliminando o Barcelona.
Na semifinal da Liga dos Campeões da UEFA 2015–16, Griezmann marcou um gol contra o Bayern de Munique na Allianz Arena. Na final, o Atlético acabou derrotado nos pênaltis pelo Real Madrid. Após o fim da temporada renovou seu contrato com os colchoneros até junho de 2021.
Griezmann recebeu o Prêmio Santander de melhor jogador do Campeonato Espanhol, superando Lionel Messi, Neymar, Cristiano Ronaldo e Gareth Bale, e foi o segundo na eleição da UEFA de melhor jogador da temporada, somente atrás do português Cristiano Ronaldo. Nesse mesmo ano, foi anunciado pela FIFA como sendo um dos finalistas ao prêmio The Best FIFA Football Awards, entregue ao melhor jogador do mundo no ano, disputando com Lionel Messi e Cristiano Ronaldo.

#### 2016–17

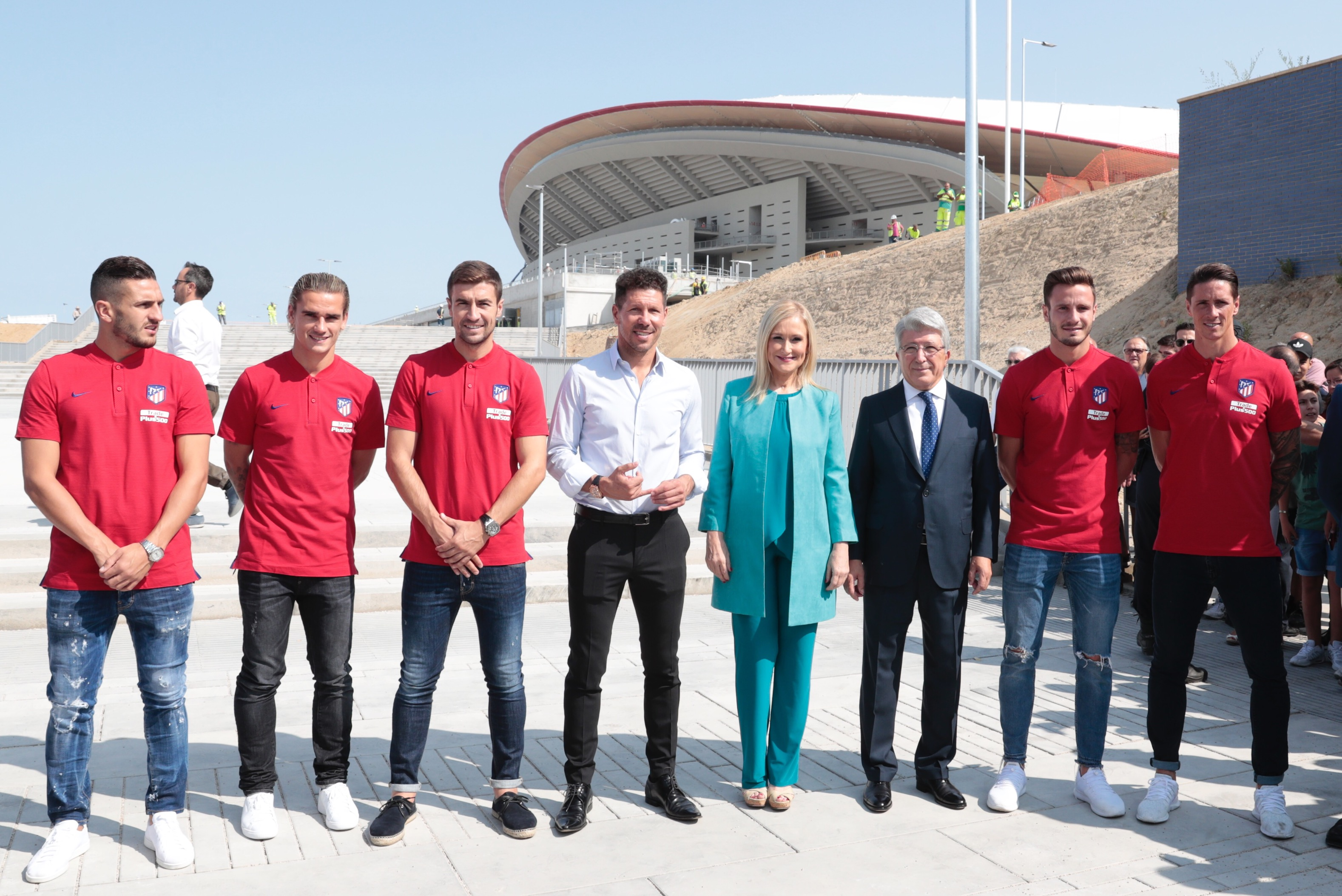
Griezmann (segundo da esquerda) no lançamento da estação de metrô do Wanda Metropolitano com seus colegas de equipe

Marcou pela primeira vez na temporada 2016–17 em 10 de setembro na vitória por 4–0 sobre o Celta de Vigo na segunda rodada do Campeonato Espanhol fazendo dois gols. Fez mais dois na goleada sobre o Sporting de Gijón por 5–0 em 17 de setembro na terceira rodada da Liga. Marcou mais um na vitória sobre o Deportivo La Coruña por 1–0 em 25 de setembro. Em 11 de novembro marcou os dois gols da vitória sobre o Rostov pela fase de grupos da Liga dos Campeões da UEFA. Em 19 de dezembro foi eleito pela France Football como melhor futebolista francês do ano. Foi um dos três finalistas a Bola de Ouro da FIFA 2016, mas ficou em terceiro lugar atrás de Cristiano Ronaldo e Lionel Messi, respectivamente.

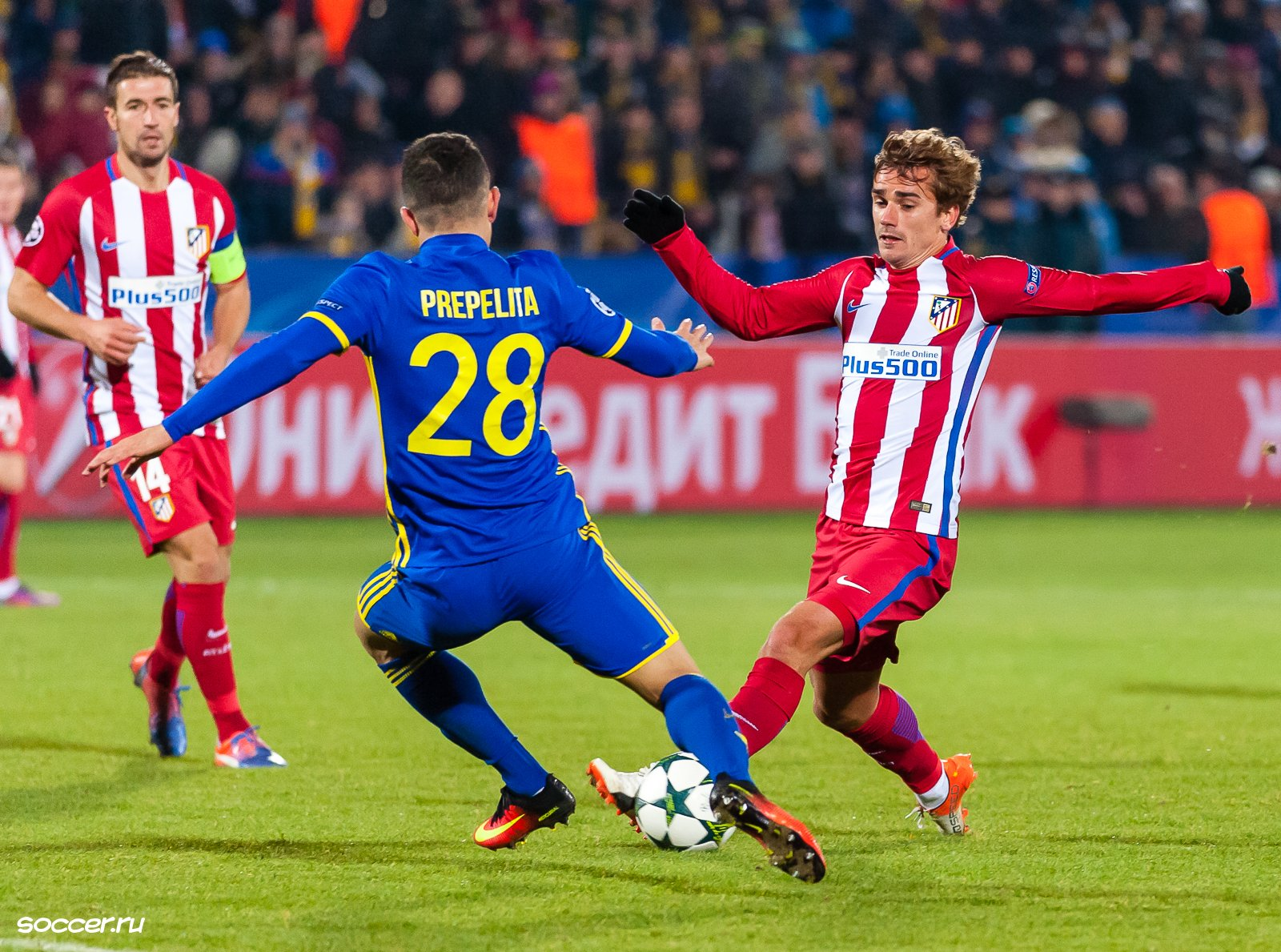
Griezmann em uma partida no ano de 2016

No jogo de ida das oitavas de final da Liga dos Campeões, Griezmann marcou um gol e anotou uma assistência na vitória fora de casa por 4–2 contra o Bayer Leverkusen.
Em 5 de março marcou dois gols na vitória contra o Valencia por 3–0 em partida válida pela La Liga. Voltou a marcar na vitória sobre o Granada por 1–0 em 11 do mesmo mês.
Em 12 de abril de 2017, Griezmann marcou um gol de pênalti sofrido por ele mesmo na partida de ida das quartas de finais da Liga dos Campeões da UEFA contra o Leicester City no Vicente Calderón, na qual o Atléti venceu por 1–0.
No jogo de volta da semifinal da Liga dos Campeões, marcou de pênalti na vitória contra o Real Madrid por 2–1 no Estádio Vicente Calderón, resultado que eliminou o time colchonero da competição por haver sido derrotado por 3–0 no jogo de ida.

#### 2017–18

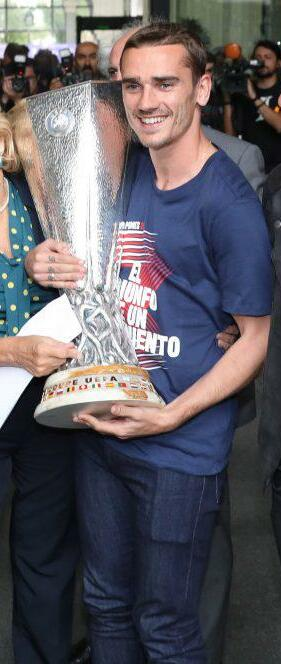
Griezmann com o troféu da Liga Europa da UEFA

Em 16 de setembro de 2017, o atacante marcou seu primeiro gol na temporada 2017–18 na vitória sobre o Málaga por 1–0. Nessa partida, Griezmann se tornou o autor do primeiro gol do Estádio Wanda Metropolitano. Em 25 de novembro de 2017, Antoine fez dois gols na goleada sobre o Levante por 5–0.
Em 25 de fevereiro de 2018, Griezmann marcou um hat-trick na vitória sobre o Sevilla por 5–2. Marcou quatro gols na partida seguinte, na vitória sobre o Leganés, por 4–0.  Consequentemente, Griezmann marcou seu 100º gol pelo Atlético de Madrid.
Griezmann marcou dois gols na Final da Liga Europa da UEFA de 2017–18, que foi vencida pelo Atlético de Madrid, em uma vitória por 3–0 contra o Olympique de Marseille.

#### 2018–19
Em 15 de agosto de 2018, Griezmann foi titular no jogo da Supercopa da UEFA, em que o Atlético venceu o Real Madrid por 4–2.
Na segunda rodada da fase de grupos da Liga dos Campeões, Griezmann marcou um gol em cada tempo, assegurando a vitória por 3–1 sobre o Brugge. Na quarta rodada, ele marcou o segundo gol do Atlético na vitória por 2–0 sobre o Borussia Dortmund. Na partida seguinte, ele de novo marcou o gol numa vitória por 2–0, desta vez sobre o Monaco, que garantiu a classificação do Atlético às oitavas de final.
Em 15 de dezembro de 2018, Griezmann fez sua 300ª aparição em La Liga, em uma partida em que ele marcou dois gols e deu uma assistência, assegurando a vitória do Atlético por 3–2 sobre o Valladolid fora de casa. Na semana seguinte, ele marcou seu 200º gol na carreira, de pênalti na vitória por 1–0 sobre o Espanyol. Em 16 de fevereiro 2019, ele se tornou o quinto maior artilheiro da história do Atlético após marcar o gol da vitória por 1–0 sobre o Rayo Vallecano.
Em 14 de maio de 2019, Griezmann anunciou a sua intenção de deixar o Atlético após cinco temporadas no clube.

### Barcelona

#### 2019–20
Em 12 de julho de 2019, o Barcelona anunciou sua contratação por cinco temporadas, após o pagamento da multa rescisória junto ao Atlético de Madrid, no valor de 120 milhões de euros. Marcou os seus primeiros gols em partidas oficias com a camisa do Barça contra o Real Betis, além de dois gols, Griezmann ainda deu uma assistência na vitória por 5-2 contra o Betis em casa. Griezmann foi um dos destaques da vitória por 2-1 contra o Villarreal, em jogo válido pela sexta rodada da La Liga, abriu o placar aos 15 minutos com assistência de Lionel Messi. O trio MSG (Messi, Suárez e Griezmann) brilhou na vitória por 3 a 0 sobre o Eibar, Griezmann marcou um gol e deu uma assistência.
Em 27 de novembro, Griezmann marcou o seu primeiro gol na Liga dos Campeões pelo Barça, após receber belo passe de  Lionel Messi, o Barcelona venceu o Borussia Dortmund por 3 a 1, e se classificou para as oitavas-de-finais da competição. Em 7 de dezembro, Griezmann marcou um gol e deu uma assistência na vitória do Barça por 5-2 contra o Mallorca.
Marcou um dos gols no empate do Barça contra a Real Sociedad por 2-2, na décima sétima rodada da La Liga. Marcou na vitória do Barça por 4-1 sobre o Aláves, no último jogo do ano de 2019, encerrando o ano civil com 22 gols (10 pelo Atlético, 8 pelo Barça e 4 pela seleção), o Barça encerra 2019 invicto em casa e líder da La Liga.

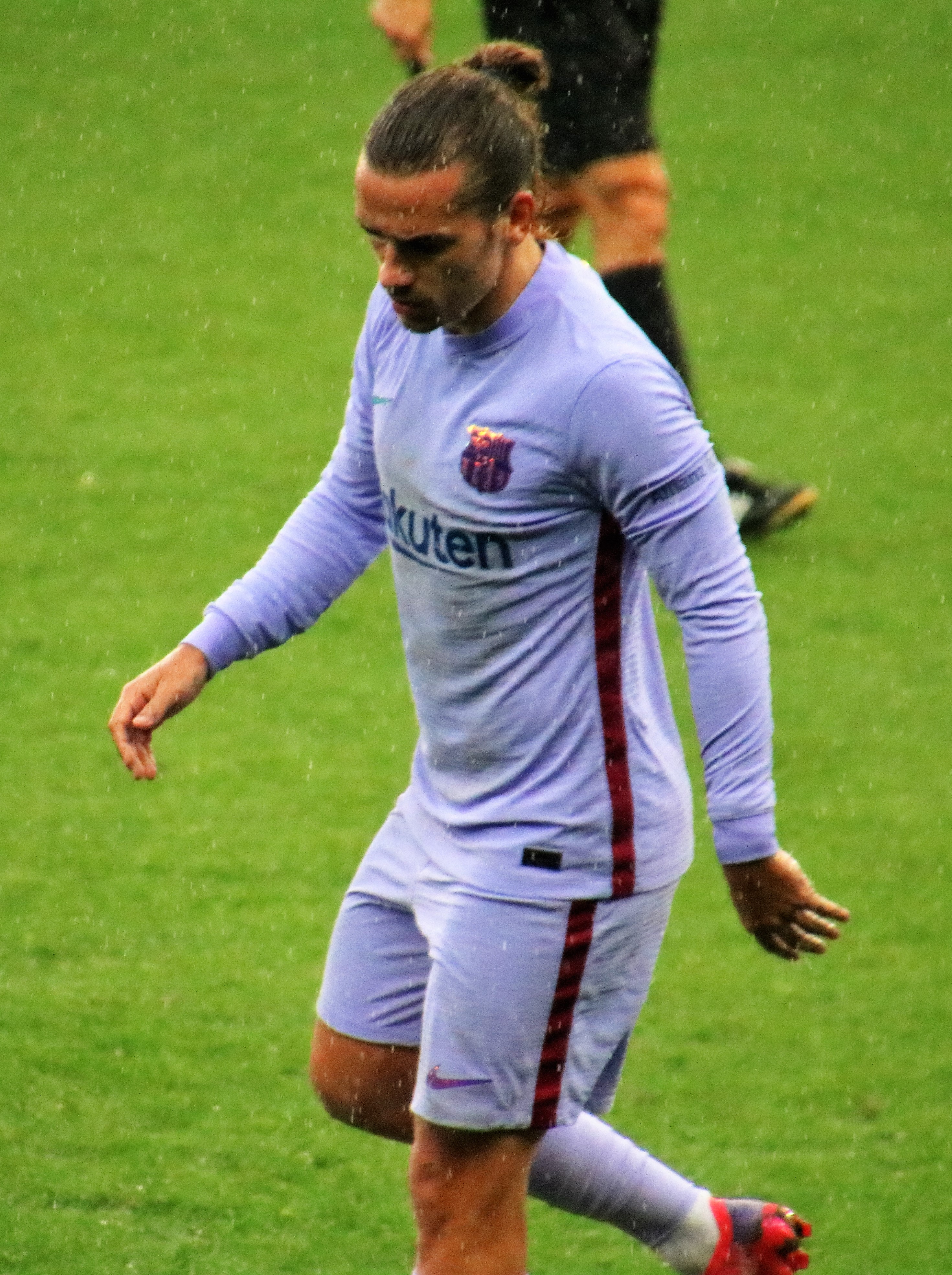
Griezmann pelo Barcelona em 2021

#### 2020–21
Griezmann, fez o seu primeiro gol em 2020 na semifinal da Supercopa da Espanha, contra seu ex-clube, o Atlético de Madrid, porém o Barça foi eliminado pelos "Colchoneros" por 3-2.
Em 22 de janeiro, o Barcelona enfrentou o UD Ibiza, na fase 16 avos da Copa do Rei, o Barça começou perdendo mas Griezmann marcou dois gols para dar a vitória por 2 a 1 e classificar o Barça as oitavas-de-finais.

### Retorno ao Atlético de Madrid

#### 2021–22
Em 31 de agosto de 2021, foi anunciado o seu retorno por empréstimo ao Atlético de Madrid até junho de 2022, com opção de compra por 40 milhões de euros (cerca de R$ 244 milhões).
Em seu retorno, o atleta francês precisou passar por algumas "adaptações" para ser "aceito novamente" pela torcida do clube da capital. Para começar, Griezmann iria ter de cortar o cabelo e, diferentemente dos demais anos que passou com a camisa 7 do Atlético, deveria vestir a camisa 8.
Na temporada, o jogador foi essencial na campanha que levou o time de Madrid às quartas de final da Liga dos Campeões. Lá, em 9 oportunidades, marcou 4 gols, com destaque para seu doblete contra o Liverpool na fase de grupos. Nessa mesma partida, que terminou com vitória de 3 a 2 para os Reds, o atacante também foi expulso.
Em competições caseiras, Griezmann teve um rendimento regular apesar de ter terminado o ano sem nenhum título. Com 8 gols em 36 partidas ao todo, superando também uma lesão que durou de dezembro de 2021 até fevereiro de 2022, o francês teve um desempenho satisfatório na visão dos diretores que trataram de contratá-lo em definitivo na temporada seguinte.

#### 2022–23
No dia 10 de outubro de 2022, o Atlético de Madrid acertou o pagamento de 20 milhões de euros, além de outros 4 milhões de euros condicionados ao cumprimento de diversas variáveis, para contratar atacante francês de forma definitiva, até 2026.
A temporada de La Liga do jogador foi primorosa. O atleta participou diretamente de 31 gols, sendo 16 assistências e 15 gols. Com tantos passes, Antoine liderou nesse quesito no Campeonato Espanhol e contribuiu para sua equipe alcançar a 3ª colocação na Liga novamente. Seu desempenho também foi o suficiente para que ele fosse reconhecido como um dos 11 melhores do Campeonato.
Apesar dos números, o jogador não conseguiu repetir o desempenho nas demais competições. O Atlético amargou a última colocação na Fase de Grupos da Liga dos Campeões e lamentaram outra eliminação nas quartas de final da Copa do Rei para seu rival de cidade, o Real Madrid.

#### 2023–24
Em 19 de dezembro de 2023, Griezmann marcou dois gols no empate do Atlético de Madrid contra o Getafe por 3 a 3, em jogo válido pelo Campeonato Espanhol. Com isso igualou-se a Luis Aragonés  como os jogadores com mais gols da história do Atlético de Madrid. Ele conseguiu tal feito em 364 jogos, 173 gols marcados e 72 assistências, além de 245 participações em gols.
No dia 10 de janeiro de 2024, Griezmann marcou na derrota por 5–3 contra o Real Madrid, em partida válida pela Supercopa da  Espanha de 2023–24, chegando a 174 gols e se tornando o maior artilheiro da história do clube.
Apesar da decepção na temporada anterior, Antoine conseguiu contribuir de modo que ajudasse a equipe a passar em primeiro no seu Grupo da Liga dos Campeões. Em 6 partidas, o francês estufou as redes em 5 oportunidades, com destaque para seus dois gols marcados na goleada do Atlético contra o Celtic por 6 a 0.
Griezmann anotou hat-trick na vitória por 3 a 0 do Atlético de Madrid sobre o Getafe fora de casa, pela 36ª rodada do Campeonato Espanhol.

## Seleção Francesa

### Sub-19
Devido a jogar na Espanha, Griezmann passou despercebido por vários treinadores internacionais de categorias de base da França. Após o seu sucesso com a Real Sociedad, em 23 de fevereiro de 2010, foi convocado para a equipe da França sub-19 para jogar em dois amistosos contra a Ucrânia. Em 2 de março, Griezmann fez sua estreia jogando no empate por 0–0 da equipe com a Ucrânia. No outro jogo, dois dias depois, ele marcou o gol da vitória aos 43 do segundo tempo para dar à França uma vitória por 2–1.
Em 7 de junho de 2010, Griezmann foi convocado para a equipe de 18 jogadores do treinador Francis Smerecki para participar do Campeonato Europeu de Futebol Sub-19. No torneio, marcou dois gols e deu uma assistência na segunda partida da fase de grupos da equipe contra a Áustria, numa vitória por 5–0. A Seleção Francesa Sub-19 ganhou a competição em casa. Ele foi nomeado no Time do Torneio.

### Sub-20
Em 28 de setembro de 2010, Griezmann foi convocado pela Seleção Francesa de Futebol Sub-20 para participar de amistosos contra Portugal e a equipe reserva do clube italiano Juventus. No entanto, ele não apareceu em nenhuma das partidas devido a uma lesão na coxa durante um treinamento.
Em 10 de junho de 2011, Griezmann foi convocado para participar da Copa do Mundo Sub-20. Ele fez sua estreia na competição em 30 de julho de 2011 na derrota por 4–1 para a Colômbia, anfitriã da competição. Em 10 de agosto, na partida da França pelas oitavas de final contra o Equador, Griezmann marcou o único gol da partida, classificando os franceses para as quartas de final. A França seria eliminada nas semifinais, pela Seleção Portuguesa.

### Sub-21
Apesar de ainda ser elegível para atuar na Seleção Sub-20, Griezmann foi convocado em outubro de 2010 para a Seleção Francesa de Futebol Sub-21 pelo treinador Erick Mombaerts como um substituto para o lesionado Gabriel Obertan para jogar em um amistoso contra a Rússia. Griezmann estreou nessa partida, entrando no segundo tempo na derrota por 1–0 da Seleção Francesa.
Em novembro de 2012, Griezmann foi suspenso, junto com outros quatro jogadores, das seleções francesas até 31 de dezembro de 2013 por motivos indisciplinares em relação a um atraso no treino. Durante este tempo, ele cogitou mudar para a Seleção Portuguesa de Futebol, o que não se concretizou.

### Principal

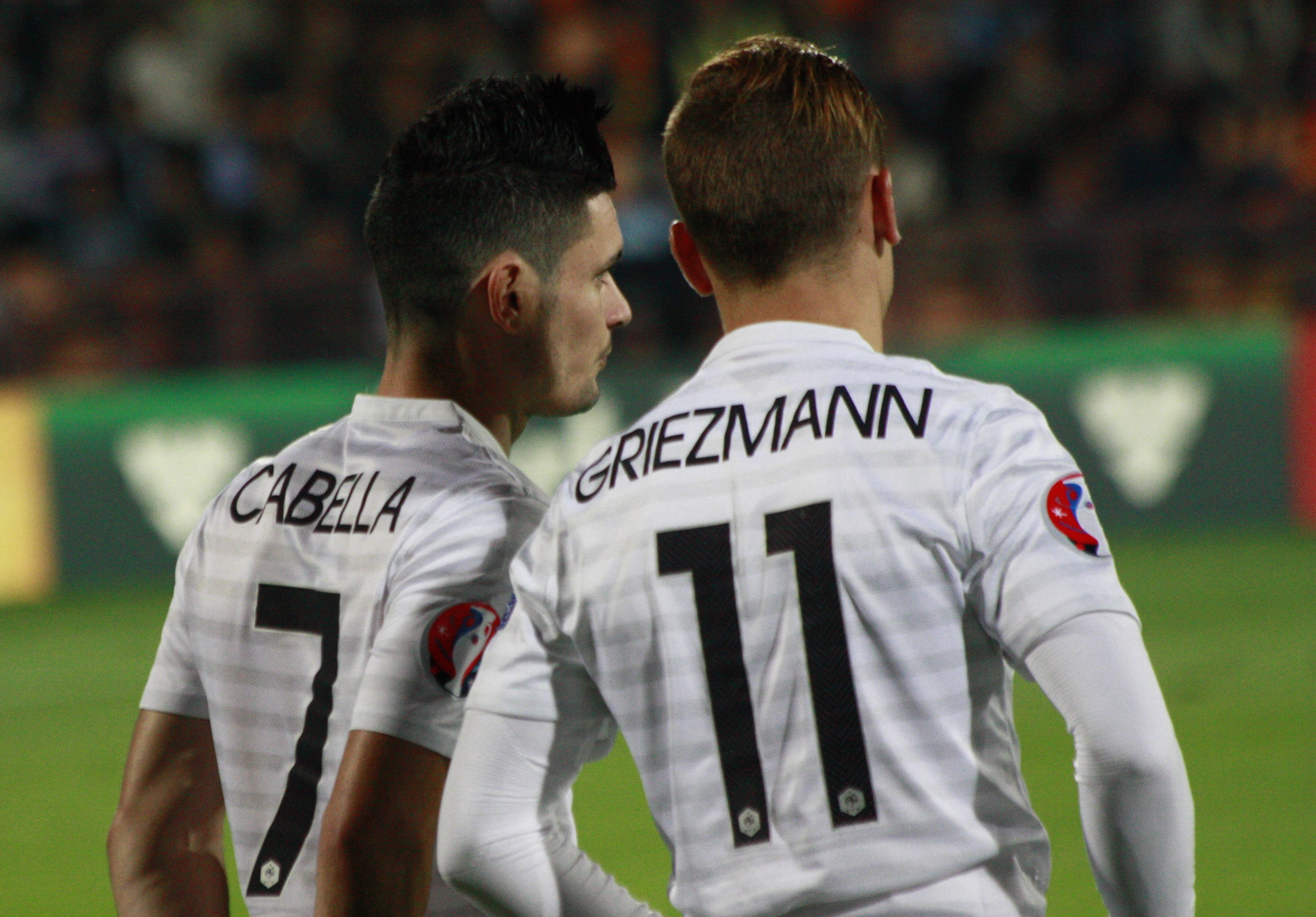
Griezmann com Rémy Cabella durante um amistoso contra a Armênia em outubro de 2014

Debutou pela Seleção Francesa principal, comandada por Didier Deschamps, em 6 de março de 2014 na partida amistosa contra os Países Baixos.
Em 13 de maio de 2014, Griezmann foi convocado por Didier Deschamps para participar da Copa do Mundo FIFA de 2014. Em um amistoso contra o Paraguai em Nice, ele marcou seu primeiro gol pela Seleção Francesa, abrindo o placar da partida, que terminou empatada em 1–1. Marcou mais dois na vitória sobre a Jamaica por 8–0. Griezmann não marcou gols na Copa do Mundo, na qual a França foi eliminada pela Alemanha, campeã da competição, nas quartas-de-final.

#### Eurocopa 2016
Na fase de grupos da competição, a França conseguiu a classificação para o mata-mata. Griezmann marcou um gol na vitória sobre a Albânia por 2–0. Nas oitavas de final, marcou os dois gols da virada francesa sobre a Irlanda, garantindo a classificação para as quartas de final. Nas quartas de final marcou uma vez na goleada de 5–2 sobre a Islândia, que havia passado sobre a Inglaterra nas oitavas. Na semifinal, Griezmann balançou as redes duas vezes e eliminou a Alemanha, garantindo a vaga francesa para a final da competição. Na final, a França perdeu por 1–0 para Portugal na prorrogação no Stade de France, palco da conquista do título mundial de 98. Griezmann recebeu a Chuteira de Ouro da Euro pela artilharia na competição com seis gols marcados.

#### 2017
Após a Eurocopa, Griezmann ajudou na boa campanha durante as Eliminatórias da Copa do Mundo FIFA de 2018 - Europa, e a França se classificou para o mundial da Rússia. Marcou um dos gols da vitória contra a Holanda por 4–0 no Stade de France em 31 de agosto.

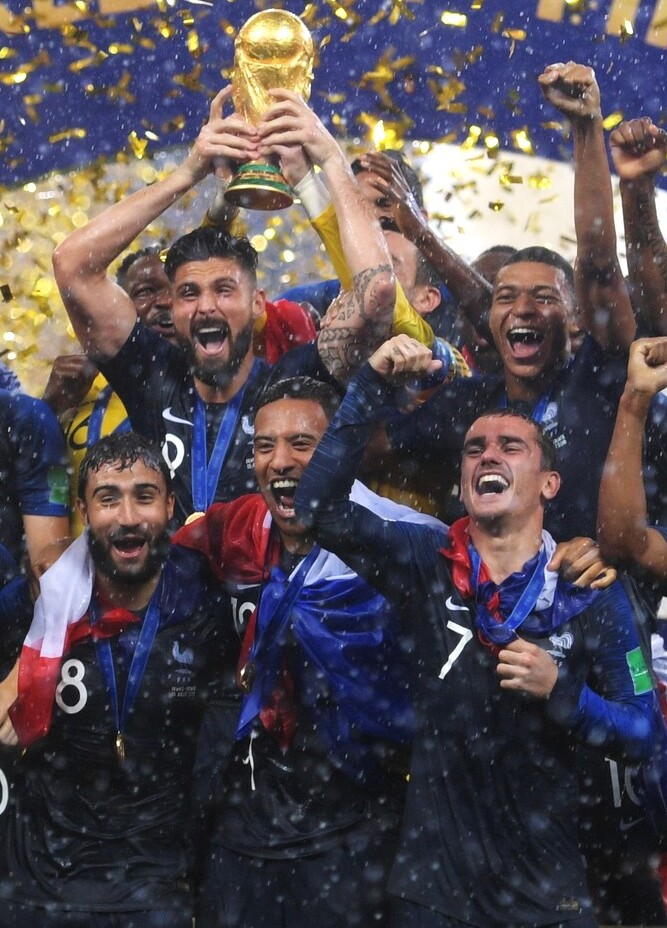
Griezmann e seus companheiros comemorando o título da Copa do Mundo

#### Copa do Mundo 2018
Griezmann foi convocado pelo técnico Didier Deschamps para defender a Seleção Francesa na Copa do Mundo FIFA de 2018.
Griezmann estreou em 16 de junho de 2018 contra a Austrália, e marcou um gol de pênalti. Griezmann novamente marcou de pênalti em um jogo nas oitavas de final contra a Argentina. Nas quartas de final, Griezmann novamente marcou, e fez o 2º gol do jogo contra o Uruguai. Em 15 de julho de 2018, Griezmann marcou (de pênalti) o segundo gol da final contra a Croácia. Após a partida foi escolhido como o melhor jogador em campo.
Também esteve entre os melhores do torneio e foi premiado com a Bola de Bronze do mundial, ficando atrás apenas de Luka Modrić e Eden Hazard.
Antoine Griezmann se aposentou da seleção francesa em setembro de 2024.
Emocionado, o jogador de 33 anos anunciou a decisão em suas redes sociais, pondo fim a uma trajetória de 10 anos vestindo a camisa dos Bleus. Griezmann disputou 137 partidas pela França, marcando 44 gols e sendo peça fundamental na conquista da Copa do Mundo de 2018. Ele também fez parte do time vice-campeão mundial em 2022.
Apesar de sua aposentadoria da seleção, Griezmann segue atuando pelo Atlético de Madrid.

## Estilo de jogo
O diretor técnico da UEFA, Ioan Lupescu, disse que Griezmann "trabalha duro para sua equipe e possui técnica, visão e qualidade para finalizar" e é "uma ameaça em todos os seus jogos." Um atacante rápido, moderno e versátil, Griezmann foi descrito como um "jogador de qualquer equipe" e é capaz de ocupar vários postos ofensivos dentro ou por trás da principal linha de ataque, devido às suas habilidades técnicas, capacidade de jogar profundamente e fazer o jogo entre os atacantes e meio-campistas ou marcar muitos gols: ele foi implantado como atacante principal, em um papel central como meia-atacante, ou como um centro-avante, em ambos os lados.
Griezmann é um finalizador preciso com qualquer pé, tanto dentro como fora da área, e também é bom no ar e preciso com a cabeça, apesar da sua estatura relativamente pequena. Além de sua capacidade de marcar gols, ele também foi elogiado por sua taxa de trabalho, movimento de ataque, senso de posição e capacidade de interpretar o jogo, que combinado com seu ritmo, mobilidade e energia, permite que ele faça jogadas de ataque efetivas para vencer a linha defensiva. Ele também é preciso em penalidades e jogadas de bola parada.

## Vida pessoal

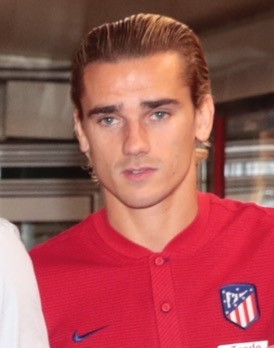
Griezmann em evento pelo Atlético de Madrid em 2017

Griezmann esteve na capa da edição francesa do FIFA 16, juntamente com Lionel Messi, tendo sido selecionado para o papel por votação pública. À frente da Euro 2016, Griezmann apareceu em anúncios da Beats Electronics, ao lado de Harry Kane, Mario Götze e Cesc Fàbregas.
A primeira filha de Griezmann, com sua então namorada Erika Choperena, uma psicóloga infantil por formação, nasceu em abril de 2016. Griezmann e Choperena casaram-se em 2017. A irmã de Griezmann, Maude, foi uma dos sobreviventes dos ataques de novembro de 2015 em Paris ao teatro Bataclan, que aconteceu enquanto ele estava jogando contra a Alemanha no Stade de France, e no momento estuda para ser sua gerente de direitos de imagem. Seu irmão mais novo, Théo, também é um futebolista, jogando no clube local Sporting de Mâcon, da comunidade luso-francesa.
Griezmann tem um passo de dança com seu nome no popular novelty song francês Logobitombo (Corde à sauter), de Moussier Tombola.
Em 17 de dezembro de 2017, Griezmann causou controvérsia compartilhando uma foto de si mesmo vestido como Harlem Globetrotters em suas contas de redes sociais; A roupa incluiu uma pele escurecida e uma peruca afro. Após uma rápida crítica, Griezmann apagou as postagens e pediu desculpas.

## Estatísticas
Atualizadas até 10 de janeiro de 2024.
Clubes
| Equipe             | Temporada         | Campeonato nacional | Campeonato nacional | Copa nacional | Copa nacional | Competições continentais | Competições continentais | Outros torneios | Outros torneios | Total | Total |
| Equipe             | Temporada         | Jogos               | Gols                | Jogos         | Gols          | Jogos                    | Gols                     | Jogos           | Gols            | Jogos | Gols  |
| ------------------ | ----------------- | ------------------- | ------------------- | ------------- | ------------- | ------------------------ | ------------------------ | --------------- | --------------- | ----- | ----- |
| Real Sociedad      | 2009–10           | 39                  | 6                   | –             | –             | –                        | –                        | –               | –               | 39    | 6     |
| Real Sociedad      | 2010–11           | 37                  | 7                   | 2             | 0             | –                        | –                        | –               | –               | 39    | 7     |
| Real Sociedad      | 2011–12           | 35                  | 7                   | 3             | 1             | –                        | –                        | –               | –               | 38    | 8     |
| Real Sociedad      | 2012–13           | 34                  | 10                  | 1             | 1             | –                        | –                        | –               | –               | 35    | 11    |
| Real Sociedad      | 2013–14           | 35                  | 16                  | 7             | 3             | 8                        | 1                        | –               | –               | 50    | 20    |
| Real Sociedad      | Total             | 180                 | 46                  | 13            | 5             | 8                        | 1                        | –               | –               | 201   | 52    |
| Atlético de Madrid | 2014–15           | 37                  | 22                  | 5             | 1             | 9                        | 2                        | 2               | 0               | 53    | 25    |
| Atlético de Madrid | 2015–16           | 38                  | 22                  | 3             | 3             | 13                       | 7                        | –               | –               | 54    | 32    |
| Atlético de Madrid | 2016–17           | 36                  | 16                  | 5             | 4             | 12                       | 6                        | –               | –               | 53    | 26    |
| Atlético de Madrid | 2017–18           | 32                  | 19                  | 3             | 2             | 14                       | 8                        | –               | –               | 49    | 29    |
| Atlético de Madrid | 2018–19           | 37                  | 15                  | 2             | 2             | 8                        | 4                        | 1               | 0               | 48    | 21    |
| Atlético de Madrid | 2021–22           | 26                  | 3                   | 1             | 1             | 9                        | 4                        | 0               | 0               | 36    | 8     |
| Atlético de Madrid | 2022–23           | 38                  | 15                  | 4             | 0             | 6                        | 1                        | 0               | 0               | 48    | 16    |
| Atlético de Madrid | 2023–24           | 19                  | 11                  | 2             | 1             | 6                        | 5                        | 0               | 0               | 27    | 17    |
| Atlético de Madrid | Total             | 263                 | 123                 | 25            | 14            | 77                       | 37                       | 3               | 0               | 368   | 174   |
| Barcelona          | 2019–20           | 35                  | 9                   | 3             | 3             | 9                        | 2                        | 1               | 1               | 48    | 15    |
| Barcelona          | 2020–21           | 36                  | 13                  | 6             | 3             | 7                        | 2                        | 2               | 2               | 51    | 20    |
| Barcelona          | 2021–22           | 3                   | 0                   | 0             | 0             | 0                        | 0                        | 1               | 0               | 4     | 0     |
| Barcelona          | Total             | 74                  | 22                  | 9             | 6             | 16                       | 4                        | 4               | 3               | 103   | 35    |
| Total na carreira  | Total na carreira | 681                 | 191                 | 45            | 25            | 102                      | 42                       | 6               | 3               | 672   | 262   |

### Seleção Francesa
Sub-19
| Ano   |       |      |
| Ano   | Jogos | Gols |
| ----- | ----- | ---- |
| 2010  | 7     | 3    |
| Total | 7     | 3    |

Sub-20
| Ano   |       |      |
| Ano   | Jogos | Gols |
| ----- | ----- | ---- |
| 2010  | 1     | 0    |
| 2011  | 7     | 1    |
| Total | 8     | 1    |

Sub-21
| Ano   |       |      |         |
| Ano   | Jogos | Gols | Assist. |
| ----- | ----- | ---- | ------- |
| 2010  | 1     | 0    | 0       |
| 2011  | 3     | 0    | 0       |
| 2012  | 6     | 3    | 2       |
| Total | 10    | 3    | 2       |

Seleção Principal
| Ano   |       |      |         |
| Ano   | Jogos | Gols | Assist. |
| ----- | ----- | ---- | ------- |
| 2014  | 14    | 5    | 1       |
| 2015  | 10    | 1    | 1       |
| 2016  | 15    | 8    | 6       |
| 2017  | 10    | 5    | 4       |
| 2018  | 18    | 7    | 3       |
| 2019  | 11    | 4    | 8       |
| 2020  | 8     | 3    | 1       |
| 2021  | 16    | 9    | 2       |
| 2022  | 15    | 0    | 6       |
| 2023  | 8     | 2    | 1       |
| Total | 125   | 44   | 33      |

Seleção Francesa (total)
| Ano   |       |      |         |
| Ano   | Jogos | Gols | Assist. |
| ----- | ----- | ---- | ------- |
| 2010  | 9     | 3    | 0       |
| 2011  | 10    | 1    | 0       |
| 2012  | 6     | 3    | 2       |
| 2014  | 14    | 5    | 1       |
| 2015  | 10    | 1    | 1       |
| 2016  | 15    | 8    | 6       |
| 2017  | 10    | 5    | 4       |
| 2018  | 18    | 7    | 2       |
| 2019  | 11    | 4    | 8       |
| 2020  | 8     | 3    | 1       |
| 2021  | 16    | 9    | 2       |
| 2022  | 15    | 0    | 6       |
| 2023  | 8     | 2    | 1       |
| Total | 147   | 51   | 34      |

Expanda a caixa de informações para conferir todos os jogos deste jogador, pela sua seleção nacional.
Sub-19
|    | Data                | Local                          | Resultado | Adversário    | Gol(s) | Competição          |
| -- | ------------------- | ------------------------------ | --------- | ------------- | ------ | ------------------- |
| 1. | 2 de março de 2010  |                                | 0–0       | Ucrânia       | 0      | Amistoso            |
| 2. | 4 de março de 2010  |                                | 2–1       | Ucrânia       | 1      | Amistoso            |
| 3. | 18 de julho de 2010 | Stade Michel d'Ornano, Caen    | 4–1       | Países Baixos | 0      | Europeu Sub-19 2010 |
| 4. | 21 de julho de 2010 | Stade du Hazé, Flers           | 5–0       | Áustria       | 2      | Europeu Sub-19 2010 |
| 5. | 24 de julho de 2010 | Stade Louis Villemer, Saint-Lô | 1–1       | Inglaterra    | 0      | Europeu Sub-19 2010 |
| 6. | 27 de julho de 2010 | Stade Michel d'Ornano, Caen    | 2–1       | Croácia       | 0      | Europeu Sub-19 2010 |
| 7. | 27 de julho de 2010 | Stade Michel d'Ornano, Caen    | 2–1       | Espanha       | 0      | Europeu Sub-19 2010 |

Sub-20
|    | Data                   | Local                                        | Resultado | Adversário    | Gol(s) | Competição                |
| -- | ---------------------- | -------------------------------------------- | --------- | ------------- | ------ | ------------------------- |
| 1. | 9 de fevereiro de 2010 | New Meadow, Shrewsbury                       | 2–1       | Inglaterra    | 0      | Amistoso                  |
| 2. | 30 de julho de 2011    | Estádio El Campín, Bogotá                    | 1–4       | Colômbia      | 0      | Copa do Mundo Sub-20 2011 |
| 3. | 2 de agosto de 2011    | Estádio El Campín, Bogotá                    | 3–1       | Coreia do Sul | 0      | Copa do Mundo Sub-20 2011 |
| 4. | 5 de agosto de 2011    | Estádio Olímpico Pascual Guerrero, Cáli      | 2–0       | Mali          | 0      | Copa do Mundo Sub-20 2011 |
| 5. | 10 de agosto de 2011   | Estádio Olímpico Jaime Morón León, Cartagena | 1–0       | Equador       | 1      | Copa do Mundo Sub-20 2011 |
| 6. | 14 de agosto de 2011   | Estádio Olímpico Pascual Guerrero, Cáli      | 3–2       | Nigéria       | 0      | Copa do Mundo Sub-20 2011 |
| 7. | 17 de agosto de 2011   | Estádio Atanasio Girardot, Medellín          | 0–2       | Portugal      | 0      | Copa do Mundo Sub-20 2011 |
| 8. | 20 de agosto de 2011   | Estádio El Campín, Bogotá                    | 1–3       | México        | 0      | Copa do Mundo Sub-20 2011 |

Sub-21
|     | Data                   | Local                                    | Resultado | Adversário  | Gol(s) | Competição             |
| --- | ---------------------- | ---------------------------------------- | --------- | ----------- | ------ | ---------------------- |
| 1.  | 16 de novembro de 2010 | Stade Léon-Bollée, Le Mans               | 0–1       | Rússia      | 0      | Amistoso               |
| 2.  | 24 de março de 2011    | Stade Auguste-Delaune, Reims             | 3–2       | Espanha     | 0      | Amistoso               |
| 3.  | 7 de outubro de 2011   | Stade Gabriel-Montpied, Clermont-Ferrand | 2–0       | Cazaquistão | 0      | Elim. Euro Sub-21 2013 |
| 4.  | 11 de outubro de 2011  | Stadionul Ceahlăul, Piatra Neamţ         | 2–0       | Romênia     | 0      | Elim. Euro Sub-21 2013 |
| 5.  | 2 de junho de 2012     | Stade Louis Dugauguez, Sedan             | 3–0       | Letónia     | 1      | Elim. Euro Sub-21 2013 |
| 6.  | 8 de junho de 2012     | Astana Arena, Astana                     | 3–0       | Cazaquistão | 1      | Elim. Euro Sub-21 2013 |
| 7.  | 7 de setembro de 2012  | TJ Senec Montostroj, Senec               | 1–2       | Eslováquia  | 0      | Elim. Euro Sub-21 2013 |
| 8.  | 10 de setembro de 2012 |                                          | 4–0       | Chile       | 0      | Amistoso               |
| 9.  | 12 de outubro de 2012  | Stade Océane, Le Havre                   | 1–0       | Noruega     | 0      | Elim. Euro Sub-21 2013 |
| 10. | 16 de outubro de 2012  | Marienlyst Stadion, Drammen              | 3–5       | Noruega     | 1      | Elim. Euro Sub-21 2013 |

Seleção Principal
|     | Data                   | Local                                        | Resultado | Adversário           | Gol(s) | Competição                |
| --- | ---------------------- | -------------------------------------------- | --------- | -------------------- | ------ | ------------------------- |
| 1.  | 5 de maio de 2014      | Stade de France, Paris                       | 2–0       | Países Baixos        | 0      | Amistoso                  |
| 2.  | 27 de maio de 2014     | Stade de France, Paris                       | 4–0       | Noruega              | 0      | Amistoso                  |
| 3.  | 1 de junho de 2014     | Allianz Riviera, Nice                        | 1–1       | Paraguai             | 1      | Amistoso                  |
| 4.  | 8 de junho de 2014     | Stade Pierre-Mauroy, Lille                   | 8–0       | Jamaica              | 2      | Amistoso                  |
| 5.  | 15 de junho de 2014    | Estádio Beira-Rio, Porto Alegre              | 3–0       | Honduras             | 0      | Copa do Mundo 2014        |
| 6.  | 20 de junho de 2014    | Arena Fonte Nova, Salvador                   | 5–2       | Suíça                | 0      | Copa do Mundo 2014        |
| 7.  | 25 de junho de 2014    | Estádio do Maracanã, Rio de Janeiro          | 0–0       | Equador              | 0      | Copa do Mundo 2014        |
| 8.  | 30 de junho de 2014    | Estádio Nacional Mané Garrincha, Brasília    | 2–0       | Nigéria              | 0      | Copa do Mundo 2014        |
| 9.  | 4 de julho de 2014     | Estádio do Maracanã, Rio de Janeiro          | 0–1       | Alemanha             | 0      | Copa do Mundo 2014        |
| 10. | 4 de setembro de 2014  | Stade de France, Paris                       | 1–0       | Espanha              | 0      | Amistoso                  |
| 11. | 11 de outubro de 2014  | Stade de France, Paris                       | 2–1       | Portugal             | 0      | Amistoso                  |
| 12. | 14 de outubro de 2014  | Estádio Republicano, Erevan                  | 3–0       | Armênia              | 1      | Amistoso                  |
| 13. | 14 de novembro de 2014 | Roazhon Park, Rennes                         | 1–1       | Albânia              | 1      | Amistoso                  |
| 14. | 18 de novembro de 2014 | Stade Vélodrome, Marselha                    | 1–0       | Suécia               | 0      | Amistoso                  |
| 15. | 26 de março de 2015    | Stade de France, Paris                       | 1–3       | Brasil               | 0      | Amistoso                  |
| 16. | 29 de março de 2015    | Stade Geoffroy-Guichard, Saint-Étienne       | 2–0       | Dinamarca            | 0      | Amistoso                  |
| 17. | 7 de junho de 2015     | Stade de France, Paris                       | 3–4       | Bélgica              | 0      | Amistoso                  |
| 18. | 13 de junho de 2015    | Elbasan Arena, Elbasani                      | 0–1       | Albânia              | 0      | Amistoso                  |
| 19. | 4 de setembro de 2015  | Estádio José Alvalade, Lisboa                | 1–0       | Portugal             | 0      | Amistoso                  |
| 20. | 7 de setembro de 2015  | Stade Matmut-Atlantique, Bordeaux            | 2–1       | Sérvia               | 0      | Amistoso                  |
| 21. | 8 de outubro de 2015   | Allianz Riviera, Nice                        | 4–0       | Armênia              | 1      | Amistoso                  |
| 22. | 11 de outubro de 2015  | Estádio Parken, Copenhague                   | 2–1       | Dinamarca            | 0      | Amistoso                  |
| 23. | 13 de novembro de 2015 | Stade de France, Paris                       | 2–0       | Alemanha             | 0      | Amistoso                  |
| 24. | 17 de novembro de 2015 | Estádio de Wembley, Londres                  | 0–2       | Inglaterra           | 0      | Amistoso                  |
| 25. | 25 de março de 2016    | Amsterdam Arena, Amsterdam                   | 3–2       | Países Baixos        | 1      | Amistoso                  |
| 26. | 29 de março de 2016    | Stade de France, Paris                       | 4–2       | Rússia               | 0      | Amistoso                  |
| 27. | 4 de junho de 2016     | Stade Saint-Symphorien, Longeville-lès-Metz  | 3–0       | Escócia              | 0      | Amistoso                  |
| 28. | 10 de junho de 2016    | Stade de France, Paris                       | 2–1       | Romênia              | 0      | Euro 2016                 |
| 29. | 15 de junho de 2016    | Stade Vélodrome, Marselha                    | 2–0       | Albânia              | 1      | Euro 2016                 |
| 30. | 19 de junho de 2016    | Stade Pierre-Mauroy, Lille                   | 0–0       | Suíça                | 0      | Euro 2016                 |
| 31. | 26 de junho de 2016    | Parc Olympique Lyonnais, Lyon                | 2–1       | Irlanda              | 2      | Euro 2016                 |
| 32. | 3 de julho de 2016     | Stade de France, Paris                       | 5–2       | Islândia             | 1      | Euro 2016                 |
| 33. | 7 de julho de 2016     | Stade de France, Paris                       | 2–0       | Alemanha             | 2      | Euro 2016                 |
| 34. | 10 de julho de 2016    | Stade de France, Paris                       | 0–1       | Portugal             | 0      | Euro 2016                 |
| 35. | 1 de setembro de 2016  | Estádio San Nicola, Bari                     | 3–1       | Itália               | 0      | Amistoso                  |
| 36. | 6 de setembro de 2016  | Borisov Arena, Borisov                       | 0–0       | Bielorrússia         | 0      | Elim. Copa do Mundo 2018  |
| 37. | 7 de outubro de 2016   | Stade de France, Paris                       | 4–1       | Bulgária             | 1      | Elim. Copa do Mundo 2018  |
| 38. | 10 de outubro de 2016  | Amsterdam Arena, Amsterdam                   | 1–0       | Países Baixos        | 0      | Elim. Copa do Mundo 2018  |
| 39. | 11 de novembro de 2016 | Stade de France, Paris                       | 2–1       | Suécia               | 0      | Elim. Copa do Mundo 2018  |
| 40. | 25 de março de 2017    | Stade Josy Barthel, Luxemburgo               | 3–1       | Luxemburgo           | 1      | Elim. Copa do Mundo 2018  |
| 41. | 28 de março de 2017    | Stade de France, Paris                       | 0–2       | Espanha              | 0      | Amistoso                  |
| 42. | 2 de junho de 2017     | Roazhon Park, Rennes                         | 5–0       | Paraguai             | 1      | Amistoso                  |
| 43. | 9 de junho de 2017     | Friends Arena, Solna                         | 1–2       | Suécia               | 0      | Elim. Copa do Mundo 2018  |
| 44. | 31 de agosto de 2017   | Stade de France, Paris                       | 4–0       | Países Baixos        | 1      | Elim. Copa do Mundo 2018  |
| 45. | 3 de setembro de 2017  | Stadium de Toulouse, Toulouse                | 0–0       | Luxemburgo           | 0      | Elim. Copa do Mundo 2018  |
| 46. | 7 de outubro de 2017   | Estádio Nacional Vasil Levski, Sófia         | 1–0       | Bulgária             | 0      | Elim. Copa do Mundo 2018  |
| 47. | 10 de outubro de 2017  | Stade de France, Paris                       | 2–1       | Bielorrússia         | 1      | Elim. Copa do Mundo 2018  |
| 48. | 10 de novembro de 2017 | Stade de France, Paris                       | 2–0       | País de Gales        | 1      | Amistoso                  |
| 49. | 14 de novembro de 2017 | RheinEnergieStadion, Colônia                 | 2–2       | Alemanha             | 0      | Amistoso                  |
| 50. | 23 de março de 2018    | Stade de France, Paris                       | 2–3       | Colômbia             | 0      | Amistoso                  |
| 51. | 27 de março de 2018    | Estádio Krestovsky, São Petersburgo          | 3–1       | Rússia               | 0      | Amistoso                  |
| 52. | 28 de maio de 2018     | Stade de France, Paris                       | 2–0       | Irlanda              | 0      | Amistoso                  |
| 53. | 1 de junho de 2018     | Allianz Riviera, Nice                        | 3–1       | Itália               | 1      | Amistoso                  |
| 54. | 9 de junho de 2018     | Parc Olympique Lyonnais, Lyon                | 1–1       | Estados Unidos       | 0      | Amistoso                  |
| 55. | 16 de junho de 2018    | Arena Kazan, Kazan                           | 2–1       | Austrália            | 1      | Copa do Mundo 2018        |
| 56. | 21 de junho de 2018    | Estádio Central, Ecaterimburgo               | 1–0       | Peru                 | 0      | Copa do Mundo 2018        |
| 57. | 26 de junho de 2018    | Estádio Lujniki, Moscou                      | 0–0       | Dinamarca            | 0      | Copa do Mundo 2018        |
| 58. | 30 de junho de 2018    | Arena Kazan, Cazã                            | 4–3       | Argentina            | 1      | Copa do Mundo 2018        |
| 59. | 6 de julho de 2018     | Estádio de Nizhny Novgorod, Nizhny Novgorod  | 2–0       | Uruguai              | 1      | Copa do Mundo 2018        |
| 60. | 10 de julho de 2018    | Estádio Krestovsky, São Petersburgo          | 1–0       | Bélgica              | 0      | Copa do Mundo 2018        |
| 61. | 15 de julho de 2018    | Estádio Lujniki, Moscou                      | 4–2       | Croácia              | 1      | Copa do Mundo 2018        |
| 62. | 6 de setembro de 2018  | Allianz Arena, Munique                       | 0–0       | Alemanha             | 0      | Amistoso                  |
| 63. | 9 de setembro de 2018  | Stade de France, Paris                       | 2–1       | Países Baixos        | 0      | Liga das Nações da UEFA A |
| 64. | 11 de outubro de 2018  | Stade du Roudourou, Guingamp                 | 2–2       | Islândia             | 0      | Amistoso                  |
| 65. | 16 de outubro de 2018  | Stade de France, Saint-Denis                 | 2–1       | Alemanha             | 2      | Liga das Nações da UEFA A |
| 66. | 16 de novembro de 2018 | Estádio De Kuip, Roterdão                    | 0–2       | Países Baixos        | 0      | Liga das Nações da UEFA A |
| 67. | 20 de novembro de 2018 | Stade de France, Paris                       | 1–0       | Uruguai              | 0      | Amistoso                  |
| 68. | 22 de março de 2019    | Estádio Zimbru, Chișinău                     | 4–1       | Moldávia             | 1      | Elim. Eurocopa 2020       |
| 69. | 25 de março de 2019    | Stade de France, Saint-Denis                 | 4–0       | Islândia             | 1      | Elim. Eurocopa 2020       |
| 70. | 2 de junho de 2019     | Stade de la Beaujoire, Nantes                | 2–0       | Bolívia              | 1      | Amistoso                  |
| 71. | 8 de junho de 2019     | Estádio Konya Büyükşehir, Cônia              | 0–2       | Turquia              | 0      | Elim. Eurocopa 2020       |
| 72. | 11 de junho de 2019    | Estádio Nacional de Andorra, Andorra-a-Velha | 4–0       | Andorra              | 0      | Elim. Eurocopa 2020       |
| 73. | 7 de setembro de 2019  | Stade de France, Saint-Denis                 | 4–1       | Albânia              | 0      | Elim. Eurocopa 2020       |
| 74. | 10 de setembro de 2019 | Stade de France, Saint-Denis                 | 3–0       | Andorra              | 0      | Elim. Eurocopa 2020       |
| 75. | 11 de outubro de 2019  | Laugardalsvöllur, Reykjavík                  | 1–0       | Islândia             | 0      | Elim. Eurocopa 2020       |
| 76. | 14 de outubro de 2019  | Stade de France, Saint-Denis                 | 1–1       | Turquia              | 0      | Elim. Eurocopa 2020       |
| 77. | 14 de novembro de 2019 | Stade de France, Saint-Denis                 | 2–1       | Moldávia             | 0      | Elim. Eurocopa 2020       |
| 78. | 17 de novembro de 2019 | Estádio Qemal Stafa, Tirana                  | 2–0       | Albânia              | 1      | Elim. Eurocopa 2020       |
| 79. | 5 de setembro de 2020  | Friends Arena, Solna                         | 1–0       | Suécia               | 0      | Liga das Nações da UEFA A |
| 80. | 8 de setembro de 2020  | Stade de France, Saint-Denis                 | 4–2       | Croácia              | 1      | Liga das Nações da UEFA A |
| 81. | 7 de outubro de 2020   | Stade de France, Saint-Denis                 | 7–1       | Ucrânia              | 1      | Amistoso                  |
| 82. | 11 de outubro de 2020  | Stade de France, Saint-Denis                 | 0–0       | Portugal             | 0      | Liga das Nações da UEFA A |
| 83. | 14 de outubro de 2020  | Estádio Maksimir, Zagreb                     | 2–1       | Croácia              | 1      | Liga das Nações da UEFA A |
| 84. | 11 de novembro de 2020 | Stade de France, Saint-Denis                 | 0–2       | Finlândia            | 0      | Amistoso                  |
| 85. | 14 de novembro de 2020 | Estádio da Luz, Lisboa                       | 1–0       | Portugal             | 0      | Liga das Nações da UEFA A |
| 86. | 17 de novembro de 2020 | Stade de France, Saint-Denis                 | 4–2       | Suécia               | 0      | Liga das Nações da UEFA A |
| 87. | 24 de março de 2021    | Stade de France, Saint-Denis                 | 1–1       | Ucrânia              | 1      | Elim. Copa do Mundo 2022  |
| 88. | 28 de março de 2021    | Astana Arena, Nur-Sultã                      | 2–0       | Cazaquistão          | 0      | Elim. Copa do Mundo 2022  |
| 89. | 31 de março de 2021    | Stadion Grbavica, Sarajevo                   | 1–0       | Bósnia e Herzegovina | 1      | Elim. Copa do Mundo 2022  |
| 90. | 2 de junho de 2021     | Allianz Riviera, Nice                        | 3–0       | País de Gales        | 1      | Amistoso                  |
| 91. | 8 de junho de 2021     | Stade de France, Saint-Denis                 | 3–0       | Bulgária             | 1      | Amistoso                  |
| 92. | 15 de junho de 2021    | Allianz Riviera, Nice                        | 1–0       | Alemanha             | 0      | Euro 2020                 |

## Títulos
Real Sociedad
- Liga Adelante: 2009–10

Atlético de Madrid
- Supercopa da Espanha: 2014
- Liga Europa da UEFA: 2017–18
- Supercopa da UEFA: 2018

Barcelona
- Copa do Rei: 2020–21

Seleção Francesa
- Copa do Mundo FIFA: 2018
- Liga das Nações da UEFA: 2020–21

### Categorias de Base
Seleção Francesa Sub-19
- Campeonato Europeu de Futebol Sub-19: 2010

### Prêmios individuais
- Equipe do torneio do Campeonato Europeu Sub-19 de 2010[199]
- Onze d'Or: 2015
- Jogador do mês da La Liga: janeiro de 2015, abril de 2015,  setembro de 2016, março de 2017, fevereiro 2018, dezembro de 2018, março de 2023
- Equipe ideal da La Liga: 2014–15, 2022–23
- Melhor jogador da Eurocopa de 2016
- Bota de Ouro da Eurocopa de 2016[9]
- Equipe da Euro: 2016
- Ballon d'Or: 2016 (3° lugar), 2018 (3° lugar)
- Jogador Francês do Ano: 2016
- Time do Ano da UEFA: 2016
- Melhor jogador da La Liga de 2015–16[34]
- Equipe ideal da Liga dos Campeões da UEFA:  2015–16, 2016–17
- Equipe ideal da Liga Europa da UEFA: 2017–18[200]
- Melhor jogador da final da Liga Europa da UEFA: 2017–18[201]
- Melhor jogador da Liga Europa da UEFA: 2017–18[202]
- Melhor jogador da partida da Copa do Mundo de 2018: França 2–1 Austrália, Uruguai 0–2 França (Quartas-de-final), França 4x2 Croácia (Final)
- Chuteira de Prata da Copa do Mundo FIFA de 2018
- Bola de Bronze da Copa do Mundo FIFA de 2018
- Seleção da Copa do Mundo FIFA: 2018
- IFFHS ALL TIME FRANCE MEN'S DREAM TEAM (Time C)[203]

### Artilharias
- Eurocopa de 2016 (6 gols)[9]
- Supercopa da Espanha de 2020–21 (2 gols)

### Recordes e Marcas
- Maior Artilheiro do Atlético de Madrid: 197 Gols[carece de fontes?]
- Maior Artilheiro do Atlético de Madrid na Champions League: 38 Gols[204]
- 2° Maior Artilheiro do Atlético de Madrid na La Liga: 136 Gols[carece de fontes?]
- Maior Artilheiro do Atlético de Madrid na Copa do Rei: 16 Gols[carece de fontes?]
- 3° Maior artilheiro da Eurocopa: 7 Gols[205]
- 4° Maior artilheiro da seleção francesa: 44 Gols[206]
- 2° Maior artilheiro da seleção francesa na Eurocopa: 7 Gols
- 4° Jogador com mais jogos pela seleção francesa: 130 Jogos
- Jogador com mais jogos pela França em Eurocopas e Copas do Mundo, com 33 participações (19 em Mundiais e 14 em Euros).[207]